# Panola County (Texas)
Panola County je okres ve státě Texas v USA. K roku 2010 zde žilo 23 796 obyvatel. Správním městem okresu je Carthage. Celková rozloha okresu činí 2 126 km².